# Dzogang
Dzogang, även stavat Zogang, är ett härad (dzong) som lyder under Chamdo i Tibet-regionen i sydvästra Kina.